# 李玉華
李玉華（？—？），號林韩，湖广武昌府江夏县人。明朝政治人物。

## 生平
春秋房，庚寅五月二十日生。天啓元年（1621年）辛酉科湖广鄉試九十七名舉人，二年（1622年）壬戌科会试一百十二名，三甲二百九十名進士。通政司观政，三年授浙江丽水县知县，七年补吴江，调合肥，丁忧。崇祯四年起平阳县知县，本年考察。